# Sie hieß Mary-Ann
Sie hieß Mary-Ann ist als Schlager die deutschsprachige Coverversion des Lieds Sixteen Tons. Die Originalversion (englisch) von Merle Travis stammt aus dem Jahr 1947, das deutsche Lied wurde 1956 von Freddy Quinn und den Horst Wende-Tanzsolisten interpretiert und im Musiklabel Polydor als Single (sowohl auf Schellack- als auch auf Vinylschallplatte) veröffentlicht. Auf der B-Seite der Single befindet sich das Lied Heimweh, das eine Coverversion von Memories Are Made of This ist.

## Inhalt
Die deutsche Version wurde von Peter Moesser geschrieben. Der Text handelt von einem Seemann, der als Schiffsjunge begann und „seinem Schiff“ namens Mary-Ann treu blieb, bis er mit ihr bei einem Orkan vor der Hudson Bay unterging, so „wurde sie sein Grab“.

## Chartplatzierungen
| ChartsChartplatzierungen | Höchstplatzierung | Wochen |
| ------------------------ | ----------------- | ------ |
| Deutschland (GfK)        | 5 (20 Wo.)        | 20     |

## Coverversionen
Neben der bekanntesten Version von Freddy Quinn interpretierten Freddie Grün (1956), Frank Forster (1956), Ralf Bendix (1956), Rolf Simson und Die Telestars mit Kurt Henkels und sein großes Tanzorchester (1956), Ronny (1956), Alexander Gordan (1956), Horst Köbbert (1980), James Last (1982), Heino (1983), Dieter Thomas Heck (1984) und Jan Fedder & Big Balls (1998) Sie hieß Mary-Ann. Ralf Bendix erreichte mit seiner Version 1956 Platz fünf der deutschen Singlecharts.